# جاناتان فرید
جاناتان فرید (انگلیسی: Jonathan Frid؛ ۲ دسامبر ۱۹۲۴ – ۱۴ آوریل ۲۰۱۲) بازیگر اهل کانادا بود.
او دانش‌آموختهٔ دانشگاه مک‌مستر، آکادمی سلطنتی هنرهای دراماتیک و دانشکدهٔ درامای دانشگاه ییل بود.
از فیلم‌هایی که وی در آن‌ها نقش داشته است، می‌توان به تشنج اشاره نمود.